# Шнирков Олександр Іванович

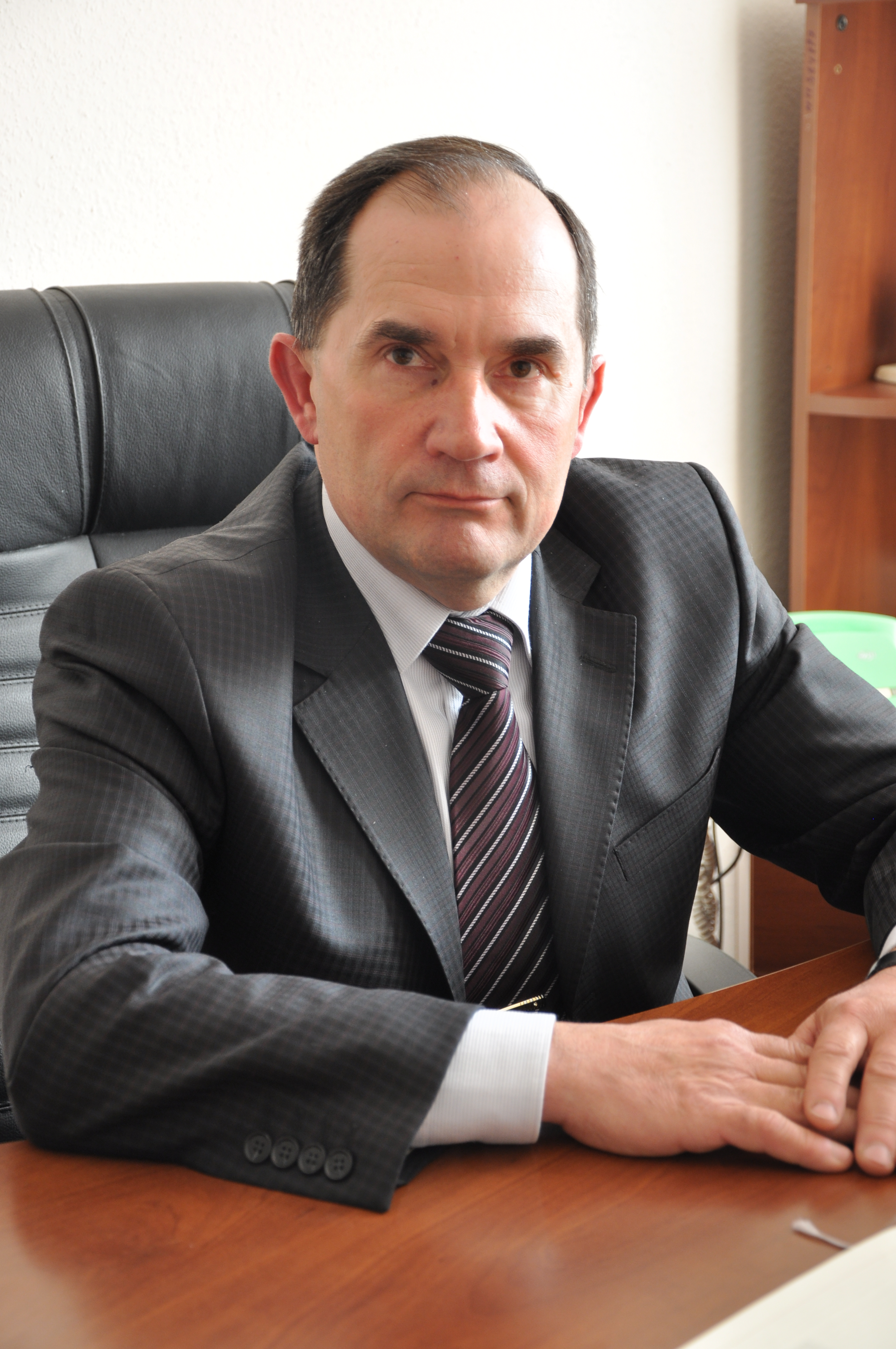
Шнирков Олександр Іванович

Олександр Іванович Шнирков (народ. 27 квітня 1956, Подільськ, Одеська область, Українська РСР, СРСР) — український економіст-міжнародник, науковець. Доктор економічних наук (1996), професор  (1997). Академік АН ВШ України з 2001 р. Завідувач кафедри світового господарства і міжнародних економічних відносин Навчально-наукового інституту міжнародних відносин Київського національного університету імені Тараса Шевченка, керівник центру досконалості Жана Моне.

## Біографія
Народився у м. Котовськ Одеської області. У 1973—1978 рр. навчався в Київському державному університеті ім. Т. Шевченка. 1973 р. вступив на факультет міжнародних відносин та міжнародного права Київського державного університету ім. Тараса Шевченка. 1981 р. захистив кандидатську дисертацію «Міждержавна виробнича кооперація у машинобудуванні соціалістичних країн». З 1981 р. – асистент, 1986 р. – доцент, 1997 р. – професор кафедри міжнародних економічних відносин, 1996 – 2012 рр. заступник директора Інституту міжнародних відносин, з 2008 р. – завідувач кафедри світового господарства і міжнародних економічних відносин. 1996 р. захистив докторську дисертацію «Конкуренція в економічних взаємовідносинах європейських країн з перехідною економікою». Викладає курси з міжнародних економічних відносин, економіки країн Європи, конкуренції у міжнародному бізнесі, конкурентної політики ЄС. Читав лекції в університетах м. Падерборн, Берлін (ФРН), Халл (Велика Британія), Брюссель (Бельгія).
Брав участь більше ніж у 20 міжнародних наукових та освітянських проектах за програмами ТЕМПУС, ТАСІС, ІНТАС, НАТО, ЮНЕСКО, Жана Моне, ЕРАЗМУС та ін. Член Центральної та Східноєвропейської асоціації міжнародних досліджень (Прага, 2000) та Президентської ради асоціації університетів та дослідницьких центрів Центральної та Східної Європи (Удіне, 2006 ). Член редколегій наукових журналів «Міжнародні відносини» (1996), «Актуальні проблеми міжнародних відносин» (1996),  «Журнал європейської економіки» (2001), «Transitional Studies Review» (Мюнхен, 2005), Journal of Global Economy Review (2014), Економічний Часопис –ХХІ (2016). Підготував 23 кандидатів наук та 3 доктора наук.

## Наукова діяльність
Автор понад 350 праць, зокрема: «Конкуренція в економічних взаємовідносинах країн Східної Європи». К., 1996, «Конкурентна політика Європейського Союзу». К., 2003, «Торговельна політика Європейського Союзу». К., 2005, «Європейський Союз у глобальному інноваційному просторі». К., 2008, «Міжнародні економічні відносини». Дніпропетровськ, 2012, «Міжнародні економічні відносини: практикум». Черкаси, 2013. «Зони вільної торгівлі на початку ХХІ століття». К., 2013, «Post-crisis Global Economy: Restoration of Equilibrium». К., 2013, «Економічна асоціація України з Європейським Союзом». К., 2015, «Розвиток новітніх форм міжнародної економічної інтеграції на початку ХХІ століття». К.,2016, «Міжнародні економічні відносини: практикум». К., 2018, «Міжнародні економічні відносини». Дніпро, 2018, «Процеси економічної дезінтеграції в сучасному світовому господарстві», K.,2018, «Світова економіка», К., 2018.

## Нагороди
Заслужений працівник освіти України, Відмінник освіти України, Премія Компанії «Філіп Морріс» за наукову роботу, Почесні грамоти та Подяки Міністра закордонних справ України, Подяки Київського міського Голови, Почесна Грамота ВАК України, Відзнака Вченої Ради КНУ.